# NGC 2292
NGC 2292 is een lensvormig sterrenstelsel in het sterrenbeeld Grote Hond. Het hemelobject werd op 20 januari 1835 ontdekt door de Britse astronoom John Herschel.

## Synoniemen
- ESO 490-48
- MCG -4-16-22
- VV 178
- AM 0645-264
- CGMW 2-41
- PGC 19617
- h 3063